# Willcom
Willcom (株式会社ウィルコム?, Kabushiki-gaisha Wirukomu) è stato un operatore PHS giapponese, che offriva trasmissione di dati tramite rete senza fili e chiamate vocali mensili per i suoi abbonati.
La compagnia era formalmente conosciuta come DDI Pocket, una filiale di KDDI.
Nel 2004, il Carlyle Group acquisì la maggioranza da KDDI cambiando il nome della società nel febbraio 2005. Nel giugno del 2014 si fuse con eAccess diventando Ymobile.